# G1 (website)
G1 is een nieuws- en entertainmentwebsite die eigendom is van Grupo Globo, een van de grootste mediabedrijven in Brazilië. Gelanceerd in het jaar 2006, bevat de website actueel nieuws over verschillende onderwerpen, zoals onder meer politiek, economie, sport en entertainment. Naast nieuws bevat G1 ook video's, fotogalerijen en andere exclusieve content. De website wordt dagelijks door miljoenen mensen bezocht en wordt beschouwd als een van de belangrijkste informatiebronnen in Brazilië.

## Geschiedenis
G1 werd opgericht op 18 september 2006 ter vervanging van de website GloboNews.com door het Brazilians mediabedrijf Grupo Globo en groeide sindsdien op tot een van de belangrijkste nieuwsportalen van het land.
Ongeveer acht jaar na de oprichting, in 2014, won de nieuwswebsite de Vladimir Herzog Prijs in de categorie internet met zijn reportage "Dias de Intolerância".
Op februari 2022, werd G1 de één na best bezochte website in Brazilië.